# Melogona transsylvanica
Melogona transsylvanica är en mångfotingart som först beskrevs av Karl Wilhelm Verhoeff 1897.  Melogona transsylvanica ingår i släktet Melogona och familjen spinndubbelfotingar. Inga underarter finns listade i Catalogue of Life.